# TaxSlayer Center
Le TaxSlayer Center, nommé précédemment iWireless Center, The MARK of the Quad Cities est une salle omnisports située à Moline (Illinois) aux États-Unis.

## Configuration
En configuration aréna, sa capacité est de 9 200 places. Pour les spectacles, sa capacité est évolutive : de 3 000 à 12 000 places.

## Équipes résidentes
Depuis 2009, la salle est le domicile des Mallards de Quad City, équipe de hockey sur glace qui évolue en ECHL.
De 1993 à 2001, les Thunder de Quad City, ancienne franchise de la Continental Basketball Association évoluait dans cette salle, de même que les Flames de Quad City, ancienne équipe de la Ligue américaine de hockey (de 2007 à 2009).